# Łuna 24
Łuna 24 (ros. Луна, tłum. „Księżyc 24”) – ostatnia radziecka sonda kosmiczna wystrzelona w ramach programu Łuna. Była to ostatnia radziecka misja mająca na celu pobranie próbek skał księżycowych i dostarczenie ich na Ziemię.

## Przebieg misji
Stacja wystartowała 9 sierpnia 1976 roku z kosmodromu Bajkonur w Kazachskiej SRR. W dniu 18 sierpnia 1976 roku wylądowała w niecce Morza Przesileń w miejscu o współrzędnych ☾ 12,714°N 62,213°E/12,714000 62,213000, na terenie nie badanym dotąd przez wyprawy załogowe czy sondy bezzałogowe. Specjalne urządzenie pobrało próbki (około 170 gramów) z głębokości około dwóch metrów i umieściło je w powrotniku. Start z powierzchni Księżyca nastąpił 19 sierpnia 1976 roku i trzy dni później zasobnik z trzecią próbką skał księżycowych wylądował 200 km na wschód od miasta Surgut. Poprzednie próbki uzyskano za pomocą sond Łuna 16 i Łuna 20.
Po locie Łuny 24 program został zawieszony. Następne próbki skał księżycowych pobrała i dostarczyła na Ziemię dopiero chińska sonda Chang’e 5 w grudniu 2020 roku.